# Вівчарик Михайло Миколайович
Вівчарик Михайло Миколайович (*9 квітня 1941, Косів, Івано-Франківська область — †7 грудня 2003, Київ, Київська область) — доктор політичних наук, професор, історик, академік Української академії політичних наук.

## Життєвий і творчий шлях
Народився 9 квітня 1941 року у місті Косів, що в Івано-Франківській області.
У 1967 році закінчив історичний факультет Івано-Франківського педагогічного інституту. У 1970-х роках — вчителював на Івано-Франківщині. З 1972 по 1974 — навчається на факультеті журналістики Вищої партійної школи при ЦК КПУ. У 1970-75-х роках — на журналістській роботі. У 1975-85-х роках — старший референт-лектор республіканського товариства «Знання».
З 1985 по 2003 — старший науковий співробітник відділу історії науки і техніки.
Докторську дисертацію на тему «Етнополітичні процеси в українському селі» захистив у 1994 році.
Помер 7 грудня 2003 року у Києві.

## Наукова діяльність
Автор понад 250 наукових праць, зокрема шести монографій, співавтор двадцяти колективних монографій і навчальних посібників. Серед них:
- Вівчарик, Михайло Миколайович. Україна: від етносу до нації: навч. посіб. / М. М. Вівчарик. — К. : Вища шк., 2004. — 239 с.
- Смертю смерть подолали: голодомор в Україні 1932–1933 рр. / П. П. Панченко, М. М. Вівчарик, А. І. Голуб. — К. : Україна, 2003. — 360 с.
- Вівчарик, Михайло Миколайович. Українська нація: витоки, становлення і сьогодення: навч. посіб. / М. М. Вівчарик, В. П. Капелюшний. — К. : Олан, 2003. — 280 с.
- Вівчарик, Михайло Миколайович. Українська нація: шлях до самовизначення: монографія / М. М. Вівчарик, П. П. Панченко, В. І. Чмихова. — К. : Вища шк., 2001. — 287 с.

## Інтернет-джерела
- Web ИРБИС[недоступне посилання з серпня 2019]